# 8. Klavierkonzert (Mozart)

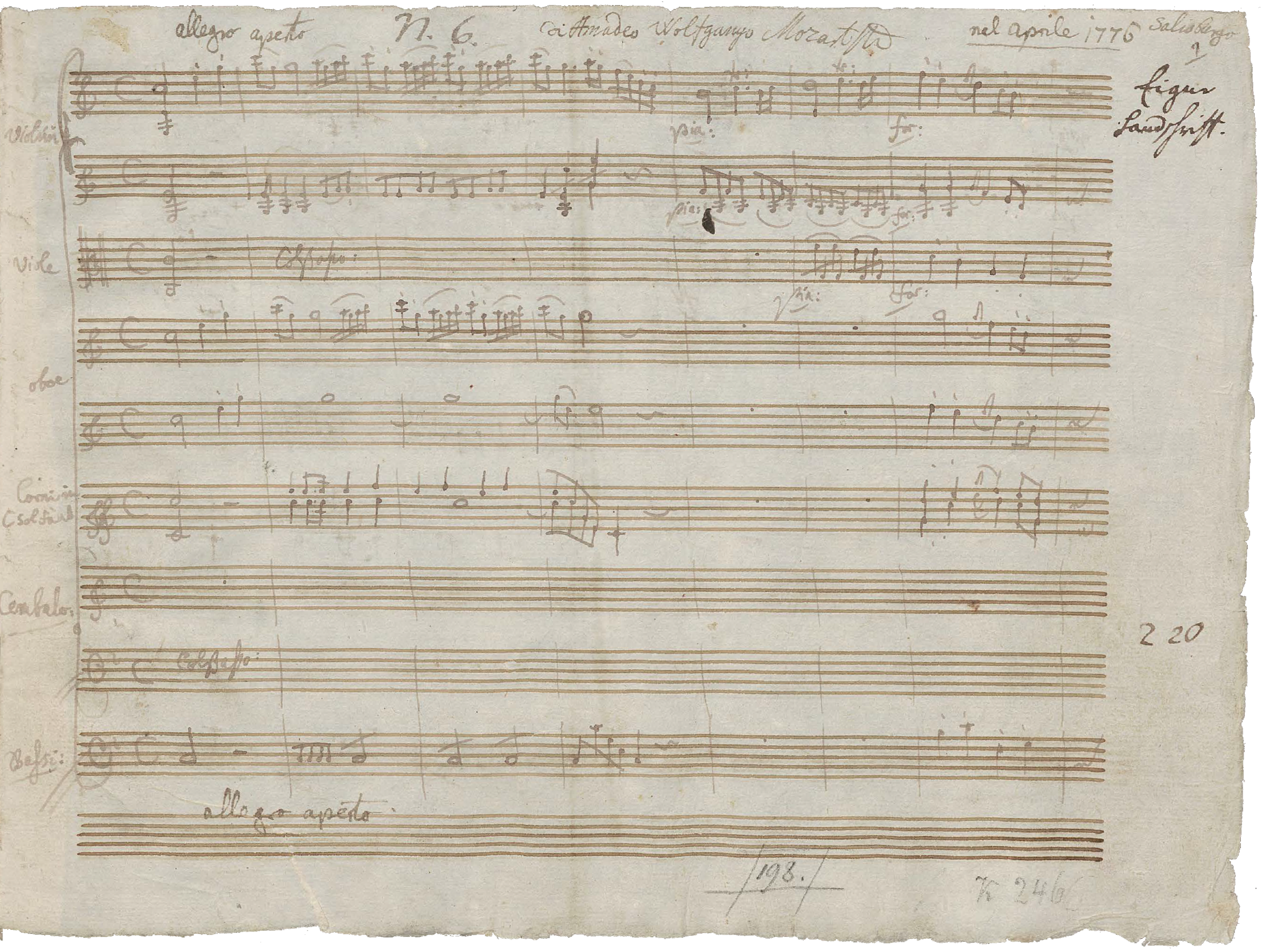
8. Klavierkonzert in C-Dur, KV 246

Das 8. Klavierkonzert in C-Dur, KV 246 ist ein Klavierkonzert von Wolfgang Amadeus Mozart. Nach einer anderen Zählung, in der nur die komplett von Mozart stammenden Konzerte berücksichtigt werden, ist es das 3. Konzert.

## Entstehung
Das Klavierkonzert KV 246 gehört wie das 6. Klavierkonzert zur Gruppe der ersten Salzburger Konzerte. Mozart schrieb es im April 1776 für die Gräfin Antonia Lützow. Das Werk ist technisch relativ anspruchslos, damit die Gräfin das Werk bewältigen konnte. Mozart trug auch die Ausarbeitung der Continuostimme in die Noten des Soloklaviers ein, damit die ungeübte Gräfin dieses sonst selbstverständliche Mitspielen des Soloinstruments in den Tutti-Abschnitten bewerkstelligen konnte. Mozart erkannte in der einfachen Form des Konzertes den Vorteil, dass es auch „von andere Klavierspielern in relativ kurzer Zeit eingeübt werden kann“. Deshalb nahm er dieses einfache Werk mit auf seine Konzertreise nach Mannheim.

## Musik

### 1. Satz: Allegro aperto
Das erste Ritornell stellt zwei Themen von einfachem und ausgelassenem Charakter vor. Unüblicherweise kommt in der Soloexposition des Klaviers noch ein dritter Gedanke hinzu; normalerweise sind es in der Wiener Klassik zwei. Die drei vorgestellten Gedanken sind sich jedoch sehr ähnlich und nur kurz. Nach einer relativ anspruchslosen Solokadenz, die wie üblich mit einem Schlusstriller endet, kommt das Klavier nochmals begleitend zu Wort; ein Verfahren, das Mozart in den späteren Konzerten häufiger anwenden wird.

### 2. Satz: Andante
Das einfach gehaltene Andante ist der längste Satz. Er steht in der Sonatenhauptsatzform und enthält somit eine kurze und teilweise motivische Durchführung. Das Klavier nimmt die vom Orchester vorgestellten Themen auf, entwickelt sie jedoch kaum weiter. An einigen Stellen des Satzes sind die Oboen obligat, da sie selbstständig die Stimmen führen, was in Mozarts frühen Konzerten selten ist. Die Bratschenstimmen sind nicht geteilt, weshalb man davon ausgehen kann, dass Mozart auch an eine Aufführung mit nur vier Streichern gedacht hat wie beispielsweise im 14. Klavierkonzert KV 449.

### 3. Satz: Tempo di Menuetto
Der letzte Satz ist ein Rondo im Menuetttempo, neben dem Menuett des 11. Klavierkonzerts das einzige Menuett in Mozarts Klavierkonzerten. Der Satz ist themenreich gestaltet. Ein unscheinbares Motiv aus dem Thema führt an einigen Stellen zu unerwarteten Wendungen, wodurch sich ein fast kaleidoskopartiger häufiger Szenenwechsel ergibt. Das A-Thema des Rondos taucht immer weiter verkürzt und am Ende mit angehängter Coda auf.

## Stellenwert
Das Konzert gehört heute zu den weniger gespielten Werken Mozarts. Es ist zwar ein ideales Stück für Anfänger, um einen Zugang zu Mozarts Klavierkonzerten zu bekommen, weist jedoch kaum in die Zukunft und hat einen geringeren musikalischen Wert als die anderen Frühwerke der Gattung. Die Sätze haben untereinander keine Beziehung und sind einfach aufgebaut. Strukturell verhält sich das Konzert wie die anderen frühen Klavierkonzerte Mozarts. 
Das tieferen Anforderungen genügende Niveau führte dazu, dass der Pianist Abbé Vogler versuchte, diesen Mangel an Virtuosität in einer seiner Konzertdarbietungen durch Schnelligkeit wettzumachen. Mozart berichtete darüber am 17. Januar 1778: „das erste Stuck gieng Prestißimo das Andante allegro und das Rondeau wahrlich Prestißißimo“.